# Samson Mbingui
Samson Mbingui (Moanda, 1992. február 9. –) válogatott gaboni válogatott labdarúgó, az algériai élvonalbeli MC El Eulma középpályása.

## Pályafutása

### A válogatottban
2012 óta 32 alkalommal szerepelt a gaboni válogatottban és három gólt szerzett. Tagja volt a 2012-es londoni olimpián részt vevő csapatnak.